# Holnaptól kezdve
A Holnaptól kezdve 1963-ban bemutatott magyar rövid rajzfilm, amelyből később a Gusztáv-sorozat bontakozott ki. Az animációs játékfilm rendezője, írója és zeneszerzője Nepp József. A mozifilm a Pannónia Filmstúdió gyártásában készült.

## Rövid tartalom
Az egyik jellegzetes emberi gyengeség, a meg nem valósított fogadkozás illusztrálása.

## Alkotók
- Írta, rendezte és zenéjét szerezte: Nepp József
- Operatőr: Neményi Mária
- Hangmérnök: Bétin Viktor
- Vágó: Czipauer János
- Gyártásvezető: Bártfai Miklós

Készítette a Pannónia Filmstúdió.

## Díjai
- 1964, Pracujiicich oklevél
- 1964, Bécs oklevél[1]